# ベラ・ルゴシのジャングル騒動
『ベラ・ルゴシのジャングル騒動』（Bela Lugosi Meets a Brooklyn Gorilla）は、ウィリアム・ボーディン監督による、ホラー映画の古参であるベラ・ルゴシを主役に、ナイトクラブ・コメディアンのデューク・ミッチェルとサミー・ペトリロとを底抜けコンビに似せた役柄とした1952年制作のアメリカ合衆国の喜劇映画である。

## 概略
グアムでの公演に向かう途中のナイトクラブのパフォーマーであるデューク・ミッチェルとサミー・ペトリロは気が付くと、先住民から"コラコラ島"と呼ばれている、見るからに怪しげな島に取り残されていた。先住民たちはかなり好意的で、特に部族長の娘であるノナは、二人が島を出られるよう手助けする。差しあたっての楽園は見つけられたが、すぐに二人は島の反対側に暮らすザイバー博士と名乗るマッド・サイエンティストを発見した。助けを得る機会だと、二人はこの奇妙な博士を訪問する。しかしデュークがノナと恋に落ちると緊張が走った。ザイバー博士もまたノナを愛しており、嫉妬からデュークを脅威と考え、彼をまさに猿へと変える計画を立てていた。サミーは自分の友人を助けようとし、そして予期せぬ結果を迎える。

## 制作
当初この映画にはリアルアート・ピクチャーズのプロデューサー、ジャック・ブローダーの10歳の息子によって考えられたタイトルである『失われた密林の白人女性』(White Woman of the Lost Jungle)という題をつけられることになっていたが、当作品におけるベラ・ルゴシの出演を利用することが決定された。サミー・ペトリロはジェリー・ルイスの物真似により一定のキャリアを確立した。ペトリロと、ディーン・マーティンの役を演じたデューク・ミッチェルはラスヴェガスの様々なクラブで演奏した。『ベラ・ルゴシのジャングル騒動』は、ミッチェルとペトリロが出演する一連の映画における最初の作品となるはずだったものの、彼らの唯一の世に出た映画となった。なお、この映画について聞きつけたジェリー・ルイスは、ペトリロが非常に細かく自分の振舞いを模倣していたため、それに対して彼を糾弾し訴訟を起こした。

## 出演
- ベラ・ルゴシ (ザイバー博士)
- デューク・ミッチェル (本人)
- サミー・ペトリロ (本人)
- シャリータ(Charlita) (ノナ)
- ムーリエル・ランダース(Muriel Landers) (ノナの妹 サロマ)
- アル・キクメ(Al Kikume) (部族長 ラコス)
- ミッキー・シンプソン(Mickey Simpson) (博士の助手 チューラ)
- ミルトン・ニューバーガー(Milton Newberger) (部族の呪術医 ボンゴ)
- マーティン・ガララーガ(Martin Garralaga) (給仕係 ペペ・ボード)
- チータ(Cheeta) (チンパンジー ラモーナ)[2]
- スティーヴン・カルヴァート(Steve Calvert) (ゴリラ #1 出演表示無し) [1]

## 評価
ティム・バートン監督の映画『エド・ウッド』でベラ・ルゴシを演じたマーティン・ランドーは、役作りのためルゴシの全出演作を観たが、「『ベラ・ルゴシのジャングル騒動』に比べれば、エド・ウッドの作品は『風と共に去りぬ』（のような名作）に見える」とコメントしている。

## 参考
- パブリック・ドメイン映画リスト en:List of films in the public domain in the United States